# ميجا مان زيرو (سلسلة)
ميغا مان زيرو أو روك مان زيرو في النسخة اليابانية، هي سلسلة ألعاب فيديو أسطورية بعد سلسلة ميجا مان إكس للبطل زيرو من نوع أكشن ومنصات من سلسلة ميجا مان وهي لعبة للمراهقين من نشر شركة كابكوم اليابانية وتعمل بنظام غيم بوي أدفانس فقط.

## نظرة عامة
| 2002– |  | - ميغا مان زيرو   |
| 2003– |  | - ميجا مان زيرو 2 |
| 2004– |  | - ميجا مان زيرو 3 |
| 2005– |  | - ميجا مان زيرو 4 |

في اللعبة يصور ميغا مان زيرو وهو بطل اللعبة للقضاء على الأعداء والأشرار.

## اللعبة
- ميجا مان زيرو ـ غيم بوي أدفانس
- ميجا مان زيرو 2 ـ غيم بوي أدفانس
- ميجا مان زيرو 3 ـ غيم بوي أدفانس
- ميجا مان زيرو 4 - غيم بوي أدفانس
- ميجا مان زي إكس - نينتندو دي إس
- ميجا مان زي إكس أدفنت - نينتندو دي إس

## وصلات خارجية
- الموقع الرسمي